# 森崎由理江
森崎 由理江（もりざき ゆりえ、1991年3月12日 - ）は、熊本県八代市出身の日本人の女子柔道選手である。階級は48kg級。身長151cm。血液型はB型。組み手は右組み。得意技は背負投。

## 経歴
柔道は8歳の時に文政少年柔道クラブで始めた。
八代第三中学から宮崎日大高校へ進むと、3年の時にインターハイ48kg級で3位となった。
2009年に鹿屋体育大学へ進むと、3年から2年連続で学生体重別で3位となった。2013年には鹿屋体育大学柔友会所属となり、柔道部のコーチも務めることになった。シニアの強化指定選手には一度も加わったことのない無名の選手ながら、講道館杯では決勝まで進むと、アジアチャンピオンである筑波大学の遠藤宏美と有効を取り合った末に送襟絞で一本勝ちして、予想外の優勝を飾った。この際に「優勝しか目指していない。これからは上がる一方でいきたい」と語った。続くグランドスラム・東京では、3回戦でウクライナのマリーナ・チェルニアクに大外刈で技ありを取られて敗れた。2014年の講道館杯では3位にとどまった。2015年には実業個人選手権で優勝するも、選抜体重別と講道館杯では3位だった。2016年4月の選抜体重別では初戦で世界選手権2位の浅見八瑠奈を大内返の有効で破って、リオデジャネイロオリンピック代表を狙っていた浅見の夢を打ち砕いた。準決勝では綜合警備保障の遠藤宏美に有効で敗れて昨年に続き3位となった。7月のグランプリ・ウランバートルでは準決勝でカザフスタンのオトゴンツェツェグ・ガルバドラフに指導2で敗れて3位だった。11月の講道館杯では決勝で帝京大学3年の渡名喜風南に小外掛で敗れて2位だった。12月のグランドスラム・東京では初戦でセルビアの選手に有効で敗れた。2017年2月のヨーロッパオープン・ソフィアでは決勝で夙川学院高校3年の梅北眞衣から技あり2つを取って国際大会初優勝を飾った。
鑪建築設計事務所、A-LINEを経て4月からは宮崎大学の職員になると、体重別では準決勝で三井住友海上の近藤亜美に技あり2つを取られて3位だった。11月の講道館杯では決勝で遠藤に技ありで敗れた。

## 戦績
- 2008年 -　インターハイ　3位
- 2008年 -　全日本ジュニア　5位
- 2009年 -　全日本ジュニア　5位
- 2009年 -　学生体重別　5位
- 2011年 -　学生体重別　3位
- 2012年 -　学生体重別　3位
- 2013年 -　実業個人　3位
- 2013年 -　講道館杯　優勝
- 2014年 -　講道館杯　3位
- 2015年 -　選抜体重別　3位
- 2015年 - 実業個人選手権　優勝
- 2015年 - 講道館杯　3位
- 2016年 -　選抜体重別　3位
- 2016年 - グランプリ・ウランバートル 3位
- 2016年 -　実業個人選手権　3位
- 2016年 - 講道館杯　2位
- 2017年 -　ヨーロッパオープン・ソフィア　優勝
- 2017年 -　選抜体重別　3位
- 2017年 -　講道館杯　2位
- 2018年 -　ヨーロッパオープン・ローマ　5位
- 2018年 -　アジアオープン・台北　3位
- 2018年 - 実業個人選手権　3位
- 2019年 - 実業個人選手権　3位

(出典、JudoInside.com)。